# Tityus culebrensis
Espèce
Tityus culebrensis est une espèce de scorpions de la famille des Buthidae.

## Distribution
Cette espèce est endémique de l'État d'Amazonas au Venezuela. Elle se rencontre vers Atabapo.

## Étymologie
Son nom d'espèce, composé de culebr[a] et du suffixe latin -ensis, « qui vit dans, qui habite », lui a été donné en référence au lieu de sa découverte, Culebra.

## Publication originale
- González-Sponga, 1994 : « Aracnidos de Venezuela. Una nueva especie del genero Tityus y redescription de Tityus urbinai Scorza 1952 (Scorpionida, Buthidae). » Boletín de la Sociedad Venenzolana Ciencias Naturales, vol. 44, no 148, p. 327-342.